# Chełmża (gromada)
Chełmża – dawna gromada, czyli najmniejsza jednostka podziału terytorialnego Polskiej Rzeczypospolitej Ludowej w latach 1954–1972.
Gromady, z gromadzkimi radami narodowymi (GRN) jako organami władzy najniższego stopnia na wsi, funkcjonowały od reformy reorganizującej administrację wiejską przeprowadzonej jesienią 1954 do momentu ich zniesienia z dniem 1 stycznia 1973, tym samym wypierając organizację gminną w latach 1954–1972.
Gromadę Chełmża z siedzibą GRN w mieście Chełmży (nie wchodzącym w jej skład) utworzono 1 stycznia 1958 w powiecie toruńskim w woj. bydgoskim z obszarów zniesionych gromad Głuchowo i Pluskowęsy (bez wsi Kiełbasin) w tymże powiecie. Dla gromady ustalono 27 członków gromadzkiej rady narodowej.
W 1961 roku gromada miała 27 członków gromadzkiej rady narodowej.
31 grudnia 1961 do gromady Chełmża włączono obszar zniesionej gromady Grzywna, wieś Nawra ze zniesionej gromady Wypcz oraz wieś Sławkowo ze znoszonej gromady Ostaszewo w tymże powiecie.
1 stycznia 1969 z gromady Chełmża wyłączono grunty o powierzchni ogólnej 4,07 ha, włączając je do miasta Chełmża w tymże powiecie; do gromady Chełmża z Chełmży włączono natomiast grunty rolne o powierzchni ogólnej 1.347,47 ha.
Gromada przetrwała do końca 1972 roku, czyli do kolejnej reformy gminnej. 1 stycznia 1973 w powiecie toruńskim reaktywowano zniesioną w 1954 roku gminę Chełmża.